# Гранкин, Сергей (журналист)
Серге́й Гра́нкин (ивр. סרגיי גרנקין‎, англ. Sergey Grankin; род. 14 сентября 1968, Ленинград) — израильский журналист, военный корреспондент и режиссёр документальных фильмов. С 2002 года по март 2013 — военкор телеканала RTVi. С мая 2013 года работает на 9-м канале (Израиль).

## Биография

### В России
Сергей Гранкин родился в 1968 в Ленинграде. Образование Гранкин начал в средней школе № 481 Кировского района Ленинграда, проявляя с ранних лет интерес к истории. Он посещал исторический кружок в Государственном Эрмитаже. После окончания школы Гранкин работал в Эрмитаже, занимаясь монтажом выставок, сначала в качестве грузчика, затем как монтажник-высотник.
Несколько попыток поступить на исторический факультет Ленинградского университета оказались безуспешными. Впоследствии он поступил на факультет славянской филологии Тартуского университета, где учился под руководством известных преподавателей, включая Юрия Лотмана. Однако полный курс обучения завершить не удалось, хотя полученные знания и нравственные уроки сыграли важную роль в его жизни.
В 1986—1988 годах Гранкин служил в специальных частях внутренних войск МВД СССР. Во время службы начал увлекаться фотографией. Благодаря хорошим отношениям с офицерами, он впоследствии смог работать фотожурналистом, освещая Ферганские события и Карабахский конфликт. Первый документальный фильм, снятый Гранкиным на 35-миллиметровую киноплёнку, был посвящен военным операциям в Карабахе.
После демобилизации Гранкин вернулся в Ленинград, где работал в музей-квартире Пушкина. Одновременно он был фотокорреспондентом газеты «Тартуский рабочий».
Гранкин известен своей работой в жанре военной и документальной фотографии, а также репортажами из зон вооруженных конфликтов.

### Первые годы после репатриации в Израиль
В 1990 году, в возрасте 22 лет, Сергей Гранкин репатриировался в Израиль, где продолжил заниматься фотографией и начал работать с видеокамерой. Несмотря на сотрудничество с мировыми информационными агентствами, его гонорары долгое время оставались недостаточными для полноценного обеспечения, что вынудило его совмещать журналистскую деятельность с подработками в качестве строителя и сторожа.
Образование, армейский опыт и навыки фотоискусства, в сочетании с геополитическим положением Израиля, способствовали становлению Гранкина как военного журналиста. Однако эта профессия требовала не только технической подготовки, но и смелости, склонности к риску и развитого инстинкта самосохранения. Уже в 1991 году Гранкин начал освещать события палестинской интифады, материалы о которой впоследствии стали частью его дипломной работы, а также экспонировались на выставках в Берлине (1998) и Санкт-Петербурге (2002) под названием «Война с перерывом на обед».
С 1991 по 2001 годы Гранкин работал как независимый военный журналист, освещая события в различных горячих точках. Он документировал войну в Абхазии, вооруженный конфликт в Приднестровье, войну в Югославии (включая конфликты в Сараево и Косово), а также вел репортажи о событиях в Израиле, связанных с Ливанской войной и усилением террористической активности. В 1996 году он начал сотрудничество с российской телепрограммой «Взгляд», для которой готовил репортажи.
В 1996—1999 годах Гранкин обучался на факультете фотографии в академическом колледже «Хадасса» в Иерусалиме, который успешно окончил, продолжая свою профессиональную деятельность в области документальной и военной журналистики.

### Работа на канале RTVi
С 2002 года Гранкин работал в израильском отделении телеканала RTVi. Его сотрудничество с каналом продолжалось до 2013 года. В этот период он кратковременно работал на 9-м канале, однако покинул его из-за использования этим каналом преимущественно готовых новостных материалов, производившихся 2-м израильским телеканалом и адаптировавшихся для русскоязычной аудитории. Гранкин предпочёл работу на RTVi, где материалы создавались оригинальными. К достоинствам RTVi он также относил полное отсутствие редакционной цензуры, поощрявшееся владельцами канала, и наличие специальных страховых полисов для военных корреспондентов, позволявших легально работать на территории Палестинской Автономии, что было недоступно сотрудникам многих других СМИ. Страховая сумма полиса корреспондента RTVi оценивалась некоторыми источниками в миллион долларов США.
В 2003 году, будучи корреспондентом RTVi, Гранкин дважды находился в Ираке с продолжительными командировками. В ходе этого конфликта журналисты впервые были внедрены в подразделения американо-британской коалиции. Гранкин отмечал жёсткие ограничения системы, сравнивая её с работой в Косово, при этом контроль со стороны иракских властей оценивался им как более строгий. Наиболее свободные условия для работы наблюдались в Северном Ираке, несмотря на турецкую цензуру.
Среди освещённых Гранкиным локальных конфликтов — вывод израильских войск и поселенцев из сектора Газа в 2005 году (Операция «Размежевание»). В течение полутора месяцев он находился с батальоном эвакуаторов, сняв документальный фильм о демонтаже еврейских поселений в Гуш-Катифе и северной Самарии. К значимым профессиональным достижениям относится эксклюзивный репортаж, переданный совместно с оператором Семёном Кацывом 12 июля 2006 года с места нападения боевиков «Хезболлы» на израильский пограничный патруль. Эта атака положила начало Второй ливанской войне. В ходе данной войны Гранкин вошёл в число пяти журналистов, сумевших попасть на территорию Ливана со стороны Израильа. В предпоследний день конфликта он сопровождал взвод разведки, самостоятельно подготовив материал об операции.
Гранкин придерживался принципа, что репортёр является «микрофоном с ножками», задачей которого является объективная демонстрация событий и предоставление слова их участникам, без смешения фактов с личным мнением в репортажах. При этом собственные аналитические оценки он выражал в интервью, например, критикуя уровень готовности Израиля ко Второй ливанской войне в беседе с журналисткой Изабеллой Слуцкой.
За время работы военным корреспондентом Гранкин получил шесть ранений, включая ранение резиновой пулей и осколком шоковой гранаты. В Рамаллахе он подвергся угрозе линчевания.
До 2013 года Гранкин входил в число немногих сотрудников, оставшихся в израильском отделении RTVi после серии сокращений. Его рабочая нагрузка составляла пять репортажей еженедельно, включая материалы для программы «Израиль за неделю». Не все задания были связаны с боевыми действиями или сопряжены с высоким риском.
22 февраля 2013 года, во время съёмок беспорядков у тюрьмы «Офер» близ Гиват-Зеева, связанных с голодовкой палестинских заключённых, Гранкин получил ранение головы газовой гранатой. Первую помощь ему оказали в Рамаллахе, после чего он был госпитализирован в больницу «Бейлинсон».
7 марта 2013 года появилось сообщение об увольнении Гранкина с телеканала RTVi после более чем 11 лет работы. Это решение совпало с планируемыми на 30 марта изменениями в вещании RTVi на Израиль, которые гендиректор израильского отделения Марк Мейерсон отказался комментировать.
В последнем выпуске программы «Израиль за неделю» Гранкин попрощался с аудиторией. После прощальной встречи с коллегами, с 1 апреля 2013 года он был зарегистрирован как безработный.

## Награды и оценки
В 2010 году, он стал лауреатом премии Ассоциации русскоязычных журналистов Израиля (IARJ).
В июне 2016 года Гранкин победил в интернет-конкурсе 9-го канала «Люди года 2016» в номинации «Вклад в развитие русскоязычных СМИ Израиля».
Профессиональный стиль Гранкина характеризовался лаконичностью и точностью. Журналистка Инна Шейхатович определяла его как мастера краткого и чёткого телерепортажа. Его работы использовались в качестве учебных материалов на журналистских факультетах ряда российских вузов. Специалисты отмечали сдержанную манеру подачи материала, использование простых формулировок и отсутствие пафоса, что, по мнению издания israelinfo.ru, способствовало восприятию его репортажей зрительской аудиторией.

## Кинодокументалист
Стремясь к расширению творческих возможностей в условиях ограничений новостного формата, Гранкин обратился к документальному кинематографу. Изначально воспринимая киносъёмку как отвлечение от военной тематики, он впоследствии осознал её как самостоятельную форму творчества, позволяющую перейти из сферы информационного вещания в пространство кинематографа.
Его ранними документальными работами считаются:
- «Горная прогулка в компании настоящих мужчин» (1992)[26].
- «Чёрный сад» (материалы сняты в Карабахе в начале 1990-х, завершён в 1997 году; представлен на фестивале неигрового кино в Санкт-Петербурге)[7].
- Цикл короткометражных фильмов 2000-х годов, позднее дополненный лентой «Перелом», посвящённой операции «Размежевание»[13].

Широкое признание Гранкин-документалист получил после выхода фильма «Новые самаритянки» (2006). Фильм исследует изменение традиционных брачных норм внутри общины самаритян, разрешивших браки с внешними невестами. Съёмки проходили в Израиле, России и Украине. Лента была отмечена наградами международных кинофестивалей:
- «Еврейский взгляд» (Израиль)
- «Бердянский кинофестиваль» (Бердянск)
- «Сталкер» (Москва)
- «Саратовские страдания» (Саратов)
- «Листопад» (Минск)[26].

Следующей работой стал фильм «ДДТ. Дорога к чуду» (2007) о российском музыканте Юрии Шевчуке и группе ДДТ. Снятый во время гастролей по Израилю, фильм сочетает концертные записи, интервью с Шевчуком и архивные военные хроники. Он получил приз зрительских симпатий на кинофестивале «Саратовские страдания».
Фильм «Потерянный храм» (ок. 2010), над которым Гранкин работал более двух лет, журналистка Инна Шейхатович охарактеризовала как «документальный детектив». Его сюжет посвящён поискам следов разрушенного Иерусалимского Храма. Картина удостоена диплома XIX Международного кинофорума «Золотой витязь» (Москва) в категории полнометражных документальных фильмов.

## Избранная фильмография
- 1992 — Горная прогулка в компании настоящих мужчин
- 1997 — Чёрный сад
- 2005 — Перелом
- 2006 — Новые самаритянки (вместе с Александром Шабатаевым и Ефимом Кучуком)
- 2007 — ДДТ. Дорога к чуду
- 2010 — Потерянный храм

### Репортажи оЦАХАЛе
- Сергей Гранкин о первых шагах Либермана. 9 канал (Израиль) (1 июня 2016). Дата обращения: 17 июня 2016.
- Репортаж RTVI о курсантах школы пехотных офицеров израильской армии. сайт YouTube, Канал пользователя ministringer007 (8 февраля 2012). Дата обращения: 8 марта 2012.
- Репортаж RTVI о новых израильских системах ПВО. сайт YouTube, Канал пользователя ministringer007 (19 февраля 2011). Дата обращения: 8 марта 2012.
- Репортаж RTVI об учениях женского батальона израильской армии «Каракаль». сайт YouTube, Канал пользователя ministringer007 (24 ноября 2011). Дата обращения: 8 марта 2012.
- Тест израильского автомата «Тавор». сайт YouTube, Канал пользователя ministringer007 (27 ноября 2010). Дата обращения: 8 марта 2012.